# Bobby Roode
Robert Roode Jr. (sinh ngày ngày 11 tháng 5 năm 1977), được biết với tên Bobby Roode hay tên trên võ đài Robert Roode và biệt danh "The Glorious", là một đô vật chuyên nghiệp người Canada hiện ký hợp đồng với WWE nơi anh biểu diễn trên thương hiệu SmackDown.
Anh hiện đang cùng Dolph Ziggler giữ đai Vô địch đồng đội SmackDown.